# 보통역

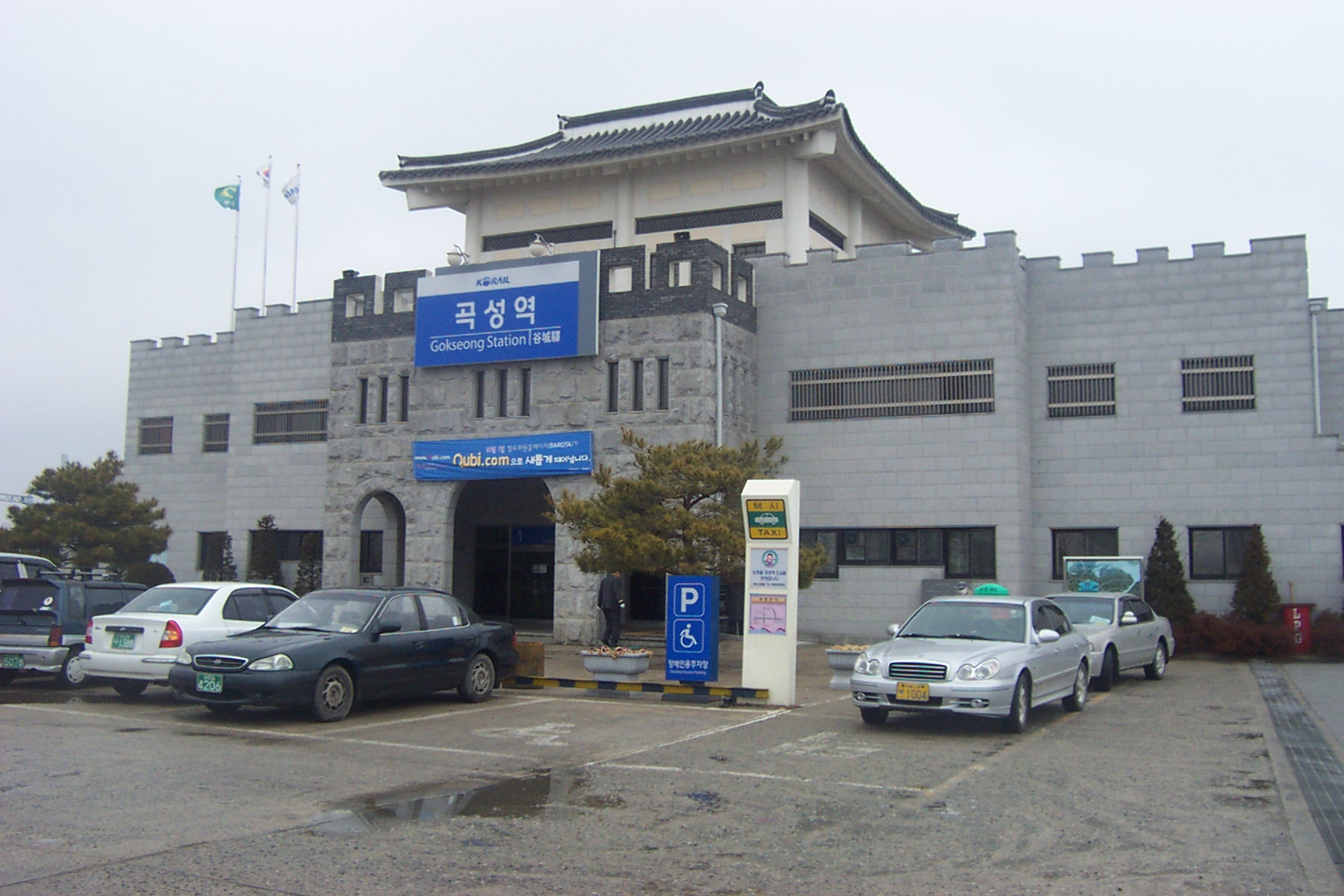
전라선 곡성역의 등급도 보통역으로 지정되어 있다.

보통역(普通驛)은 철도역의 등급이다. 일반적인 역을 부를 때 쓰기도 한다. 간이역처럼 여객열차는 정차하지 않는 역도 있다.

## 한국
흔히 여객수요가 잦은 역을 보통역이라고 하기도 하지만 하남역, 태금역처럼 화물 물량이 많은 역도 보통역으로 지정하기도 한다. 경부선과 호남선 등 간선 철도에 주로 보통역이 많다. 보통역은 관리역(구 그룹대표역)의 관리를 받는다. 또한 간이역이나 신호장도 화물, 여객수요량이 많아지면 보통역으로 승격하기도 한다.